# Neopetrobia summersi
Neopetrobia summersi är en spindeldjursart som beskrevs av Zaher, Gomaa och El-Enany 1982. Neopetrobia summersi ingår i släktet Neopetrobia och familjen Tetranychidae. Inga underarter finns listade i Catalogue of Life.